# Scriptlet
En JSP, une scriptlet est un programme Java embarqué dans une page HTML.
Concrètement il s'agit de tout le code qui se trouve entre les balises <% ... %> en JSP 1, et <jsp:scriptlet> ... </jsp:scriptlet> en JSP 2.

## Exemple
Dans un fichier .jsp, situé dans un serveur Apache Tomcat :
```
<
html
>

 
<
head
>

  
<
meta
 
http-equiv
=
"Content-Type"
 
content
=
"text/html; charset=ISO-8859-1"
>

  
<
title
>
Exemple de scriptlet
</
title
>

 
</
head
>

 
<
body
>

  
<
p
>

   La scriptlet dit :
   
<
% 
    out.println("Hello World!");
   %>
  
</
p
>

 
</
body
>

</
html
>

```

La scriptlet est automatiquement compilée au premier affichage générant une servlet qui elle-même affiche la page. Lors d'une modification du fichier source, la scriplet est compilée à nouveau. Ce programme Java est exécuté côté serveur, contrairement à une autre solution qui consiste à insérer des programmes Java via la balise <applet code=MonCodeJava.class> dans la page .html, les applets s'exécutant dans le navigateur web de l'internaute.